# Pfarrkirche Schnann

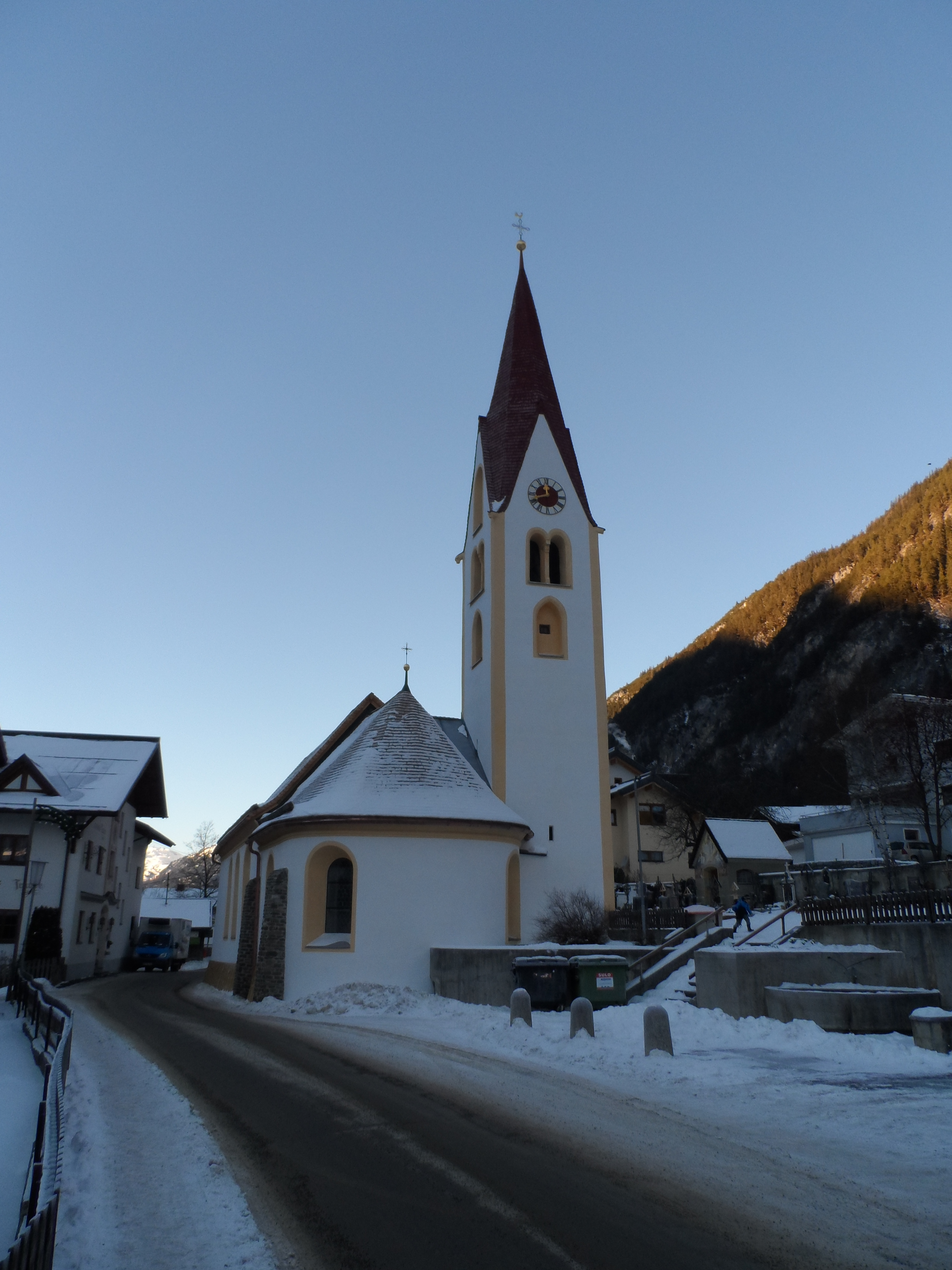
Pfarrkirche hl. Rochus in Schnann

Die römisch-katholische Pfarrkirche Schnann steht in der Ortschaft Schnann in der Gemeinde Pettneu am Arlberg im Bezirk Landeck in Tirol. Sie ist dem heiligen Rochus geweiht und gehört zum Dekanat Zams in der Diözese Innsbruck. Das Gebäude steht unter Denkmalschutz (Listeneintrag).

## Geschichte
Die Kirche wurde 1633 als Pestkirche errichtet und in der ersten Hälfte des 18. Jahrhunderts erneuert. Die Erweiterungen und Renovierungen erfolgten 1927 mit dem Architekten Karl Paulmichl. 1927 erfolgte die Pfarrerhebung. Eine Restaurierung erfolgte in den Jahren 1961 bis 1963.

## Architektur
Außenbeschreibung
Die Kirche ist ein barocker Bau mit Rundapsis und einem Nordturm mit gekoppelten Schallfenstern und Spitzbogenfenstern. Darüber ist ein Giebelspitzhelm. Das Vorhallenjoch im Westen stammt aus dem Jahr 1927. Das Rundbogenportal mit Schlussstein ist mit 1789 bezeichnet. Das Vordach ruht auf Pfeilern.
Innenbeschreibung
Das Langhaus ist vierjochig und durch Pilaster gegliedert. Darüber ist Stichkappentonnengewölbe. Ein eingezogener Triumphbogen teilt den Chor vom Langhaus. Das Chorjoch ist quadratisch im Grundriss und platzlgewölbt. Die Apsis ist als Rundapsis ausgeführt. Die Fenster sind als Rundfenster mit Stuckumrahmungen ausgeführt. Das Gewölbe ist schlicht stukkiert. Die Deckenbilder stammen aus dem letzten Viertel des 18. Jahrhunderts und werden Johann Georg Witwer zugeschrieben. Im Chor ist die „Kommunion der Apostel“ mit illusionistischer Kuppel dargestellt. In den Zwickeln sind die vier Evangelisten zu finden. Im Langhaus ist der heilige Rochus von Montpellier als Patron der Kranken dargestellt, die Heiligen Rochus, Sebastian und Maria als Fürbitter, der Tod des heiligen Rochus und die vier Kirchenväter dargestellt.

## Ausstattung
Der Hochaltar stammt aus dem dritten Viertel des 18. Jahrhunderts mit Schnitzfiguren der Heiligen Rochus, Paulus, Petrus, Sebastian und Florian. Im Auszug ist die Heilige Dreifaltigkeit dargestellt. Auf dem linken Seitenaltar steht eine Marienfigur und barocke Statuen der Heiligen Martin und eines Bischofs aus dem dritten Viertel des 18. Jahrhunderts. Auf dem rechten Seitenaltar stehen Schnitzfiguren von Schutzengeln. Sie werden Josef Georg Witwer zugeschrieben. Außerdem befinden sich auf diesem Altar die Figuren der Heiligen Johannes der Täufer und Josef. Die Kanzel stammt aus der zweiten Hälfte des 18. Jahrhunderts. Das Kruzifix stammt vom Anfang des 18. Jahrhunderts. Die Figur „Christus an der Geiselsäule“ stammt aus der ersten Hälfte des 18: Jahrhunderts.